# 홍제교통
홍제교통(弘濟交通)은 서울특별시 서대문구 홍제동 일대에서 마을버스를 운행하고 있는 회사로 차고지는 은평공영차고지이며, 본사 사무실은 서울특별시 서대문구 홍제내길 60 (홍제동)에 있다.

## 연혁
- 1993년 10월 19일: 회사 설립

## 운행 노선
- ● 서대문09(대) (대형버스): 가산빌라,행복연합기숙사 → 평화슈퍼 → 스위스그랜드호텔 → 남양아파트 → 유진상가 → 홍제역 → 홍제1동주민센터, 홍제우체국 → 고은초등학교 → 성원아파트 → 신연중학교,시립도서관,홍제금호어울림아파트 → 송죽원,행복연합기숙사 → 백련교(동신병원사거리앞) → 가산빌라,행복연합기숙사 (구 서대문마을 6번)
- ● 서대문09(소) (소형버스): 풍진베이스타운(안산자락길 입구) ↔ 영진아트빌 ↔ 고은초교삼거리 → 성원아파트 → 신연중학교,시립도서관,홍제금호어울림아파트 → 송죽원,행복연합기숙사 → 백련교,(동신병원사거리앞) → 가산빌라,행복연합기숙사 → 평화슈퍼 → 스위스그랜드호텔 → 남양아파트 → 유진상가 → 홍제역 → 홍제1동주민센터, 홍제우체국 → 고은초등학교 ↔ 고은초교삼거리 ↔ 영진아트빌 ↔ 풍진베이스타운(안산자락길 입구) (구 서대문마을 6번)
- ● 서대문10: 백련사 ↔ 명지고후문 ↔ 팔각정 ↔ 서대문문화체육회관 ↔ 서대문구등기소 ↔ 홍은2동주민센터 ↔ 서대문보건소별관(동신병원사거리) → 정원단지 ↔ 홍은동현대아파트(스위스그랜드호텔앞) → 유진상가 → 홍제역 → 홍제1동주민센터, 홍제우체국 → 고은초등학교 → 신연중학교,시립도서관,홍제금호어울림아파트 → 송죽원,행복연합기숙사 → 백련교 → 동신병원사거리 → 홍은2동주민센터 ↔ 서대문문화체육회관 ↔ 팔각정 ↔ 명지고후문 ↔ 백련사 (구 서대문마을 6-1번)

## 차량
하이거 버스
- 하이거 하이퍼스 1609 EV

현대자동차
- 현대 그린시티

CRRC 중국중차
- CRRC 그린웨이 720 EV